# Kastell Ems
Das Kastell Ems (auch als Kastell Bad Ems bezeichnet) war ein römisches Grenzkastell des Obergermanischen Limes, der seit 2005 den Status eines UNESCO-Weltkulturerbes besitzt. Das Numeruskastell liegt heute als Bodendenkmal in einem seit dem Mittelalter dicht überbauten Bereich von Bad Ems, einer Stadt im rheinland-pfälzischen Rhein-Lahn-Kreis. Es ist das größere der zwei römischen Auxiliarlagern auf Emser Stadtgebiet.

## Lage

Befundsituation 1895

Topographisch befindet sich das Kastell Ems auf einer flachen Geröllablagerung, die der Emsbach an der Stelle gebildet hat, an der sich sein Tal zum Tal der Lahn (laugona) hin öffnet. Das mit seiner Lage von gut 1200 m westlich des Limes leicht rückwärtige gelegene Kastell hatte in antiker Zeit vermutlich die Aufgabe, den Übergang des Limes über das Lahntal, sowie das Lahntal selbst zu überwachen. Zahlreiche alte Wege trafen hier zusammen. Der Lahnquerung dienten hierbei natürliche Furten und vermutlich eine in der Nähe des Kastells „Auf der Schanz“ befindliche Brücke.
Im heutigen Stadtbild befindet sich das ehemalige Militärlager in etwa in dem Geviert, das von den Straßen „Marktstraße“, „Fronhof“, „In den Bachgärten“ und „Koblenzer Straße“ (= B 261) gebildet wird. Die „Kirchgasse“ durchschneidet die ehemalige Retentura (rückwärtiger Lagerbereich), die Principia (Kommandantur) dürfte sich ungefähr zwischen ihr und der Martinskirche befunden haben.

## Forschungsgeschichte
Das Gebiet des heutigen Bad Ems, das den Römern abseits aller strategischen Erwägungen schon aufgrund der dort befindlichen heißen Quellen als Siedlungsgebiet attraktiv erscheinen musste, ist bereits seit der zweiten Hälfte des 18. Jahrhunderts als Fundort römischer Hinterlassenschaften überliefert. Eine konkretere Mitteilung über die Auffindung römischer Gräber datiert aus dem Jahre 1816. Derartige Fundberichte häuften sich in den folgenden Jahrzehnten und seit 1845, als der Fund römischer Ziegel mit Legionsstempeln bekannt wurde, ging die Fachwelt von einer auch militärischen römischen Präsenz in Bad Ems aus, die man allerdings zunächst nur südlich der Lahn, im Bereich des Kleinkastells „Auf der Schanz“ vermutete, bis 1872 bei Straßenbauarbeiten in der Koblenzer Straße gestempelte Ziegel der Legio XXII („22. Legion“) und der Cohors IV Vindelicorum („4. Kohorte der Vindeliker“) geborgen wurden. Der Fund eines Weihesteins der Fortuna Conservatrix an derselben Stelle im Jahre 1883 schließlich erhärtete die Vermutung, dass sich dort die militärische Niederlassung befinden könnte, und richtete die Lokalisierungsversuche auf dieses Gebiet.

Südwestecke des Kastells während der Ausgrabungen 1904

Die Reichs-Limeskommission (RLK) unter der örtlichen Leitung der Streckenkommissare Otto Dahm und Robert Bodewig begann im Herbst 1894 die systematischen archäologische Ausgrabungen, die im Frühjahr 1895 fortgesetzt wurden. Im Rahmen dieser Untersuchungen, die sich in dem dicht bebauten und mit nachrömischen Siedlungsschichten überlagerten Areal sehr schwierig gestalteten, wurde schließlich das südliche, rückwärtige Kastelltor, die Porta Decumana entdeckt. 1904 führten Baumaßnahmen zur Aufdeckung der südwestlichen Kastellecke. In der Folge kam es 1905 und 1909 zu umfangreichen Nachuntersuchungen durch die RLK mit Robert Bodewig als örtlichem Grabungsleiter.
Des Weiteren wurde an der Lahn, rund 2,5 km nördlich des Kastells, eine römische Bleihütte mit Schürfgruben und bergmännischem Gezähe entdeckt und von Dahm befundet.
Im Herbst 2002 fanden wieder archäologische Untersuchungen durch die „Archäologische Denkmalpflege Koblenz“ statt, als südöstlich des Chors der St. Martinskirche ein neues Pfarrhaus für die evangelische Kirchengemeinde Bad Ems errichtet wurde.
Das „Kur- und Stadtmuseum Bad Ems“ präsentiert in einem Teil seiner Räumlichkeiten auch die römische Vergangenheit der Stadt und der näheren Umgebung. Von dem Kastell selbst ist im Stadtbild nichts mehr zu sehen.

## Befunde und Interpretationen
Die Befundlage des Kastells Ems ist infolge der seit dem Mittelalter sehr hohen Bebauungsdichte des Areals recht schwierig. Wirklich signifikante Befunde konnten nur an wenigen Stellen ergraben werden, so dass sich kein vollständiges Bild rekonstruieren lässt.
Bei dem Militärlager, wie es sich in der überwiegenden Zahl der erhaltenen Befunde darstellt, handelt es sich um ein Steinkastell, das mit seinen Seitenlängen von 90 m mal 147 m eine Fläche von gut 1,3 ha einnahm. Die durchschnittlich 1,3 m starke Wehrmauer war mit abgerundeten Ecken versehen, die nicht mit Türmen besetzt waren. Zwischentürme könnte es maximal zwei gegeben zu haben, sie wurden jedoch nicht zweifelsfrei nachgewiesen. Mit seiner Prätorialfront (Vorderseite) orientierte sich das Kastell nach Norden hin, war also der Lahn abgewandt. Höchstens drei der vier Tore waren von Wehrtürmen flankiert. Die Porta principalis sinistra (linkes Seitentor) wies keine Türme auf, sondern besaß eingezogene Wangenmauern. Vom Innenaufbau des Lagers ist kaum etwas bekannt.
Das Emser Kastell wurde in trajanischer oder hadrianischer Zeit vermutlich zunächst durch eine Vexillatio (Detachement) der Besatzung des Kastells Niederberg belegt. Aus der Vexillatio entwickelte sich später ein eigenständiger Numerus. Der Name dieser Einheit ist ebenso wenig überliefert wie der antike Name des Garnisonsortes von Bad Ems.
Ein einfacher Wall und ein römischer Spitzgraben, die mit erhaltenen Restbreiten von 5,50 m bzw. 2,50 m ermittelt werden konnten, gehören möglicherweise einer früheren Bauphase an. Ein vermutlich einem späteren Lager zuzuweisender Spitzgraben von 3,00 m Tiefe wurde erst in der jüngeren Vergangenheit bei den Untersuchungen des Jahres 2002 entdeckt.
Insgesamt kann also von einer mehrperiodigen Anlage ausgegangen werden, wofür auch die zeitlich weite Streuung des datierbaren Fundmaterials spricht.
Die Kastellthermen wurden bei Bauarbeiten im Jahre 1872 etwa 45 m vor der Porta Decumana (rückwärtiges Lagertor) lokalisiert. Im Juni 2009 konnten im Zuge von Bauarbeiten in der Koblenzer Straße, Ecke Bachstraße, südöstlich vor dem Kastell weitere Teile der Badeanlage aufgedeckt werden: Ein Caldarium und Praefurnium, sowie die zugehörige Hypokaustanlage und Wandziegel mit Stempeln der 22. Legion; jedoch im südlichen Bereich der Bachstraße fast ausschließlich Hypokaustziegel der vierten Vindelikerkohorte.
Der weitläufige Vicus von Ems, die bei jedem römischen Militärlager anzutreffende Zivilsiedlung, in der sich Veteranen, Angehörige der Militärs, Händler, Handwerker, Kneipen- und Bordellbetreiber sowie andere Dienstleister niederließen, ist in seinem vollen Umfang nicht ermittelt. Seine Bebauung konzentrierte sich im Gebiet der „Koblenzer Straße“ und der „Marktstraße“. Er erstreckte sich bis zur Lahn, aber auch am Hang des „Ehrlich“ wurden seine Spuren noch nachgewiesen. Die militärische Präsenz der Römer dürfte, wie auch der Vicus, bis um 259/260 bestanden haben, als infolge der fränkischen Offensive schließlich das gesamte rechtsrheinische Gebiet geräumt wurde (Limesfall).

## Römischer Bergbau im Raum Bad Ems
Bei Tacitus findet sich der Bericht, dass bereits in claudischer Zeit durch Quintus Curtius Rufus im Land der Mattiaker Silbervorkommen erschlossen und abgebaut worden seien. In der Umgebung von Bad Ems finden sich zahlreiche Hinweise auf diesen römischen Erzbergbau in Form von Pingen. Namentlich Silber- und Bleierze wurden hier gewonnen. Die erztragenden Schichten ziehen sich von Bad Ems bis nach Arzbach hinauf. Spuren der Verhüttung konnten im Stadtgebiet auf dem „Blös-Kopf“ sowie im Kastell festgestellt werden.

## Lahnübergang des Limes
Der als „Strecke 1“ des Limes bezeichnete Abschnitt steigt durch eine schmale Schlucht des „Buchwalds“ nördlich der Lahn zu dieser hinab und endet dort. Er findet unmittelbar auf der südlichen Seite des Flusses seine als „Strecke 2“ bezeichnete Fortsetzung, die zum „Wintersberg“ hinaufführt und in diesem Bereich eine durch das Tal des „Braunebach“ ansteigende römische Straßenverbindung schützte. Der Absicherung des Lahnübergangs sowie der dort vermuteten Brücke diente ein zweites, kleineres, als Kleinkastell „Auf der Schanz“ bezeichnetes Militärlager auf der südlichen Lahnseite, im Gebiet des heutigen Emser Stadtteils „Spiess“ – das heutige Bahnhofsviertel und umliegende Straßen. Der Spiess gehörte in früherer Zeit zum kurmainzischen Gebiet der Stadt Oberlahnstein.

## Denkmalschutz
Das Kastell Ems ist als Abschnitt des Obergermanisch-Rätischen Limes seit 2005 Teil des UNESCO-Welterbes. Außerdem ist dieses Bodendenkmal geschützt als eingetragenes Kulturdenkmal im Sinne des Denkmalschutzgesetzes des Landes Rheinland-Pfalz. Nachforschungen und gezieltes Sammeln von Funden sind genehmigungspflichtig, Zufallsfunde an die Denkmalbehörden zu melden.